# برناردو غونزاليس
برناردو غونزاليس (بالإسبانية: Bernardo González Miñano)‏ هو دراج إسباني، ولد في 7 سبتمبر 1969 في خوميا في إسبانيا، وتوفي في 6 أكتوبر 2000 بسبب حادث مرور.

## وصلات خارجية
- برناردو غونزاليس على موقع أوليمبيديا (الإنجليزية)